# Mayna
Mayna es un género de plantas con flores  pertenecientes a la familia Achariaceae. Comprende 28 especies de arbustos descritos y de estos, solo 6 aceptados.

## Descripción
Son arbustos o árboles siempreverdes, que alcanzan un tamaño de 2–7 m de alto, inermes; plantas dioicas. Hojas alternas y espiraladas, elíptico-oblongas, de 13–34 cm de largo y 4–11 cm de ancho, ápice acuminado, base aguda a caudada, margen undulado (o apicalmente con 1 o 2 dientes). Inflorescencias de fascículos sésiles axilares. Fruto abayado, subgloboso, 2–3.5 cm de diámetro, seco, indehiscente; semillas 4–8, 8 (–10) mm de largo y 7 mm de ancho, glabras, sin arilo.

## Taxonomía
El género fue descrito por  Jean Baptiste Christophore Fusée Aublet y publicado en Histoire des Plantes de la Guiane Françoise 2: 921, t. 352. 1775.

## Especies deMayna
- Mayna grandifolia (H. Karst.) Warb.
- Mayna hystricina  (Gleason) Sleumer
- Mayna odorata  Aubl.
- Mayna parvifolia  (J.F. Macbr.) Sleumer
- Mayna pubescens  (Triana & H. Karst.) Warb.
- Mayna suaveolens  (Triana & H. Karst.) Warb.